# Werner Naumann
Werner Naumann (Góra, Prússia, 16 de junho de 1909 — Lüdenscheid, Alemanha Ocidental, 25 de outubro de 1982) foi o Secretário de Estado do Propagandaministerium de Joseph Goebbels durante o III Reich. Foi nomeado chefe do Ministério da Propaganda pelo Führer Adolf Hitler depois que este promoveu em testamento o Dr. Goebbels para a Chancelaria do Reich (Reichskanzler).